# 滨河圣乔治
滨河圣乔治（法語：Saint-Georges-de-la-Rivière，法語發音：[sɛ̃ ʒɔʁʒ də la ʁivjɛʁ]）是法国芒什省的一个市镇，属于瑟堡区。

## 地理
滨河圣乔治（49°21'51"N, 1°43'45"W）面积3.79 平方千米，位于法国诺曼底大区芒什省，该省份为法国西北部沿海省份，西、北、东北三面环大西洋，东起顺时针与卡爾瓦多斯省、奧恩省、马耶讷省和伊勒-维莱讷省接壤。
与滨河圣乔治接壤的市镇（或旧市镇、城区）包括：巴讷维尔-卡特雷、勒梅尼勒、滨河圣让、科唐坦地区圣莫里斯、滨海巴伊港。

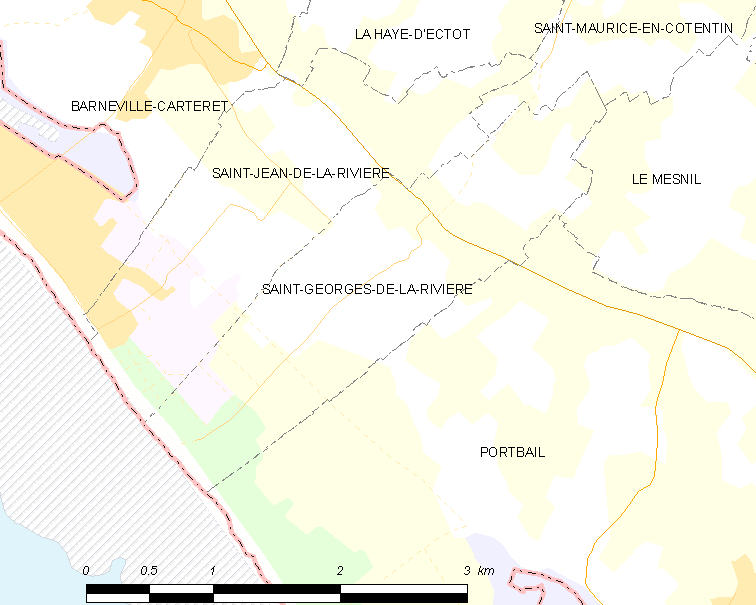
滨河圣乔治的OSM定位图

滨河圣乔治的时区为UTC+01:00、UTC+02:00（夏令时）。

## 行政
滨河圣乔治的邮政编码为50270，INSEE市镇编码为50471。

## 政治
滨河圣乔治所属的省级选区为莱皮约县。

## 人口

1962-2008年间滨河圣乔治人口变化图示

滨河圣乔治于2022年1月1日时的人口数量为253人。